# Five (ban nhạc)
Five (hay còn gọi là 5ive) là một nhóm nhạc đến từ Anh, được thành lập vào năm 1997 bởi Bob Herbert và con trai ông Chris - là những người đã thành lập nhóm nhạc Spice Girls trước đó. Danh tiếng của nhóm được biết đến rộng rãi trên toàn thế giới, đặc biệt ở UK, Hoa Kỳ, Úc, New Zealand, châu Âu, châu Á, Nga, Brasil. Thành viên của nhóm gồm Scott Robinson, Richie Neville, Jason J Brown, Richard Abs Breen (Abz Love), Sean Conlon. Nhóm tan rã vào ngày 27/9/2001 sau khi phát hành gần 20 triệu bản thu âm, với hơn 11 single và 4 album được lọt vào top 10 của UK. Bốn trong số 5 thành viên của nhóm: Scott, Abs, Richie, J đã tái hợp vào ngày 27/9/2006 sau đúng 5 năm tan rã với người quản lý mới là Richard Beck. Sau 7 tháng tái hợp cùng thực hiện chuyến lưu diễn nhưng lại không thu được lợi nhuận từ hợp đồng thu âm, Five lại tuyên bố trên trang web chính thức của nhóm rằng họ sẽ sớm tan rã trở lại.

## Tiểu sử

### 5ive: khởi đầu
Năm 1997, một quảng cáo tìm kiếm những nam ca sĩ, vũ công cho cuộc thi tài năng để thành lập một boyband có "ngoại hình và sắc cạnh" được đăng trên tờ báo về nghệ thuật The Stage của Anh. Bob Hertbert và Chris Herbert, 2 người đã từng lập nên Spice Girls trước đó, quyết định đây là thời điểm thích hợp cho một boyband mới. Sau gần 3000 cuộc thử giọng, trong số những người đến thử giọng có cả Russell Brand (chồng của Katy Perry), cuối cùng họ cũng tìm được 5 người xuất sắc nhất và trở thành 5 thành viên của nhóm. Nhóm làm việc và thu âm tại studio Trinity ở Knaphill, nơi trước đây Spice Girls đã từng làm việc.
Tháng 11 năm 1997, nhóm cho phát hành đĩa đơn đầu tiên tại UK có tên "Slam Dunk (Da Funk)" và chiếm vị trí số 10 trên bảng xếp hạng. Đĩa đơn này cũng được phát hành tại Mỹ vào năm 1998 nhưng ít thành công hơn dù nó được chọn làm nhạc nền cho NBA. Năm 1998, Five đã tạo cho riêng mình 1 hit quan trọng, đĩa đơn "When The Lights Go Out" đã gây chấn động bảng xếp hạng top 10 ở Mỹ, mang về cho Five đĩa bạch kim đầu tiên không lâu sau đó. Nhóm đã có một chuyến lưu diễn kéo dài 8 ngày để quảng bá cho album sắp tới và xuất hiện trong một buổi hoà nhạc đặc biệt của Disney Channel với nhóm nhạc nữ B*Wiched tại quảng trường Thời đại ở Newyork và trên kênh TRL của MTV. Album đầu tay của nhóm đạt được vị trí cao trong bảng xếp hạng trên toàn thế giới bao gồm cả ở Anh. "It's the Things You Do" được phát hành vào cuối năm 1998 cũng tại Mĩ nhưng chỉ nhận được sự hưởng ứng không mấy nhiệt tình. Nhóm bắt đầu khởi hành chuyến lưu diễn từ Mỹ với 'N Sync, nhưng không lâu sau đó phải hoãn lại do kiệt sức và quay lại Anh để nghỉ ngơi và bắt tay vào thực hiện album mới. Những single "Got The Feelin'", "Everybody Get Up", "Until The Time Is Through" đều được phát hành trong năm 1998 và đạt được vị trí thứ 2 trong top 5 tại UK. Như vậy 5ive đã làm rất tốt và thực sự ghi danh vào thế giới showbiz. Một yếu tố đáng lưu tâm trong cách biểu diễn của 5ive là nét tương đồng với những boyband như New Kids on the Block, Backstreet Boys, 'N Sync trong âm nhạc và phong cách đường phố nhưng lại tương phản với Take That, 98 Degrees và Boyzone, những boyband với phong cách chủ đạo là ballad. Five cũng là một trong số ít những boyband có các thành viên tham gia sáng tác cho bài hát trong album.

### Invincible: thời đại hoàng kim
Tháng 8 năm 1999, đĩa đơn đầu tiên trong album thứ 2- "If Ya Gettin' Down" với giai điệu dance pop hấp dẫn được phát hành và trở thành hit quan trọng trong các bảng xếp hạng quốc tế nhưng lại bị đánh bật khỏi vị trí số 1 bởi Ricky Martin. Tháng 10 năm 1999 sau nhiều lần liên tiếp chiếm vị trí thứ 2, "Keep On Movin'" đã nhảy lên vị trí số 1 của UK và trở thành đĩa đơn bán chạy nhất trong ngày. Album thứ hai của 5ive đã lọt vào top 5 một thời gian ngắn sau đó. "Don't Wanna Let You Go" được phát hành sớm vào tháng 3 năm 2000, chiếm vị trí thứ 9. Cùng thời gian này Five tham gia mở đầu lễ trao giải BRIT Awards với phong cách của huyền thoại Queen khi trình diễn lại bản hit "We Will Rock You". Vào buổi tối lễ trao giải, Five đã giành được giải "Best Pop Act", cũng là giải thưởng BRIT Awards đầu tiên của nhóm. Bản cover "We Will Rock You" của họ sau đó là single thứ hai của nhóm đạt được vị trí quán quân ở UK vào tháng 7 năm 2000. Nửa đầu năm 2000 đã chứng kiến sự thành công của các tour diễn, nhóm vẫn tiếp tục biểu diễn ở UK trong đó có show diễn tại các buổi hoà nhạc ở UK, châu Âu, Nga, ÚC và các giải đấu thể thao ở Nam Mĩ, sau đó Richie ký hợp đồng với chickenpox và phải quay về Anh.
Sau khi hoàn thành tour diễn, nhóm vẫn tiếp tục biểu diễn ở UK, trong đó có show Party in the Park với Queen. Album sau khi phát hành lại bao gồm các bản remix, tất cả các ca khúc trong khi lưu diễn và bonus track "Don't fight it baby"(tháng 7 năm 2000, tại Mĩ, ca khúc này bị bác bỏ khi phát hành sau khi nhóm gặp rắc rối với hãng thu âm Arista ở Mĩ. Vì vậy tour diễn ở châu Á cũng vị hoãn lại.
Chịu thiệt hại sau việc này, các chàng trai quay trở lại công việc ở studio và bắt đầu viết những bài hát cho album tiếp theo. Nhóm lại tiếp tục thắng thêm các giải thưởng âm nhạc của UK và châu Âu. Tháng 12 năm 2000 đã khởi đầu 1 tour diễn nữa của nhóm tại đất nước của họ. Tháng 1 năm 2001, Five tới biểu diễn tại một trong những lề hội lớn nhất thế giới- "Rock in Rio" ở Rio de Janeirovà Caracas trước gần nửa triệu khán giả.

### Kingsize: đoạn kết của một thời đại
Tháng 5 năm 2001, sau nhiều tháng miệt mài sáng tác và phát triển thứ âm nhạc riêng cho mình, album Kingsize đã hoàn tất. Khi trong thời gian bắt đầu quay video cho single khởi đầu thì Sean phải tạm ngừng mọi việc để điều trị chứng viêm tuyến bạch cầu. Vì vậy video "Let's Dance" được phát hành nhưng lại thiếu mất sự có mặt của thành viên kém may mắn này. Đã có nhiều tin đồn rằng Sean sẽ rời nhóm nhưng chúng đều đã bị bác bỏ. Scott cũng rời nhóm vài tuần để ở bên vợ là Kerry Oaker và con sắp chào đời. Con trai của họ là Brennan Rhys ra đời ngày 11/7/2001. 3 thành viên còn lại là J, Abs và Richie tiếp tục nhữn đợt quảng cáo cho album thứ ba của nhóm và single "Let's Dance". Trong khi biểu diễn ở Bỉ vào tháng 7, Richie bị bong gân ở chân trái vì vậy phải tạm ngừng tất cả các hoạt động quảng cáo, phỏng vấn hay hợp đồng. "Let's Dance" cuối cùng cũng được tung ra vào giữa tháng 8 năm 2001 và dù gì đi nữa thì nó cũng trở thành single quán quân thứ 3 cả nhóm tại UK trong 2 tuần. Kingsize sau đó cũng khởi đầu với 2 tuần thành công khi chiếm vị trí thứ 3 và đạt được đĩa bạch kim.
Sau một tháng trao đổi với hãng quản lý, Five đã đi đến quyết định nhóm sẽ tan rã vào ngày 27/9/2001, lời công bố này được thông qua kênh MTV Select. Vào ngày 28/9, sau khi lời tuyên bố chính thức, Scott đã làm lề cưới với người bạn lúc nhỏ của mình là Kerry Oaker theo nghi lễ thông thường cùng sự hiện diện của tất cả các thành viên trong nhóm.
Tháng 1 năm 2001, 2 single "Closer to Me" mang những nét đặc trưng hiếm có của nhóm và "Rock The Party" với video vui nhộn và sôi động được tung ra thị trường và sau đó là album kế tiếp và cũng là cuối cùng của nhóm "Greatest Hits"
Trong sự nghiệp âm nhạc khá ngắn ngủi, Five đã trải qua nhiều thành công trên toàn thế giới, làm chấn động UK với 3 single no1, ước đoán số lượng thu âm tung ra thị trường là 15-20 triệu bản bao gồm triệu album trên toàn thế giới bao gồm 2 triệu bản tại Mĩ, với những giải thưởng lớn.

### Chuỗi ngày sau khi tan rã
Tháng 11 năm 2001, Abs tới Úc tham gia đại hội nhạc Pop Rumba và biêu diễn cùng nhóm nhạc Blue. Sau gần một năm nhóm tan rã, anh vẫn khá thành công trong sự nghiệp solo. Anh phát hành album "Abstract Theory" năm 2003. Cùng thời gian, Richie và Sean cĩng bắt đầu sự nghiệp solo. Richie thỉnh thoảng xuất hiện với vai trò là khách mời, người giới thiệu, diễn viên và tham gia các show truyền hình thực tế. Scott tham gia làm việc ở đài phát thanh EssexFM năm 2002 với công việc tại sân khấu nghệ thuật Boogie Nights 2 từ cuối năm 2004 đến năm 2005. Scott cũng trở thành bố lần thứ 2 khi con trai thứ hai của anh ra đời ngày 13/9/2006. Anh cũng là thành viên duy nhất của ban nhạc còn trình diễn lại các bài hát của Five. J luôn xuất hiện ít trước công chúng trong 4 năm nhưng gần đây anh đang nổi lên với vai trò là 1 nhà sáng tác và sản xuất với seri truyền hình "I'm a Celebrity... Get Me Out of Here!" (tôi là người nổi tiếng, cho tôi ra khỏi đây!). Sean Conlon ký hợp đồng để trở thành 1 thành viên của hãng thu âm Sony và bắt đầu làm việc để hoàn thành album mới.

#### Sự tái hợp thất bại
Ngày 17/9/2006, 1 lời tuyên bố trên trang MySpace của Five rằng một cuộc phỏng vấn quan trọng sẽ được tổ chức tại The Scala trung tâm London ngày 27/9/2006 khoảng 11h sáng GMT. Thông báo rằng 4 trong 5 thành viên sẽ tái hợp (vì Sean sẽ tận tuỵ với hợp đồng của hãng Sony) và điều này đã được xác nhận tại cuộc phỏng vấn. Five bắt đầu những bản nhạc mới cho album studio thứ tư của mình. Họ cộng tác với Guy Chamber - nhà sản xuất người Thuỵ Điển, sáng tác gia Anders Bagge, DJ người Pháp Trak Invaders và cũng lên kế hoạch cho tour diễn năm 2007. Tháng 11 năm 2007, Five đã hoàn thành được một nửa album và đang tìm kiếm một hợp đồng thu âm. Album được mong đợi sẽ phát hành trong vài tháng nữa. Tối ngày 8/3/2007, Five đã ra mắt buổi diễn với 3 ca khúc hoàn toàn mới trong album mới là "70 Days", "Settle Down"" và "It's All Good", có thể được nghe trên trang web chính thức của nhóm hoặc trên myspace.
Chỉ 8 tháng sau buổi biểu diễn, nhóm đã huỷ hợp đồng với hãng thu âm vào ngày 19/5/2007. Five thông báo trên website rằng nhóm sẽ không tiếp tục tái hợp nữa.
Năm 2009, Richie mở một trang myspace cho ban nhạc mới của họ là RagztoRichez. Có lời đồn đại rằng một số thành viên Five sẽ lại xuất hiện dưới cái tên này.

## Danh sách đĩa nhạc
- 5ive (1998)
- Invincible (1999)
- Kingsize (2001)
- Greatest Hits (2001)

## Lưu diễn
Invincible Tour (February - tháng 5 năm 2000)

## Giải thưởng
(*) For source, see References.
BRIT Awards
- Best Pop Act - 2000 (hoạt động pop xuất sắc nhất)

MTV Europe Music Awards
- The MTV Select Award - 1998

Silver Clef Awards
- Best Newcomer - 2000 (nghệ sĩ mới xuất sắc nhất)

Smash Hits Poll Winners Party
- Best New Act - 1997 (hoạt động mới xuất sắc nhất)
- Best Haircut (Scott) - 1997, 1998, 1999 (kiểu tóc đẹp nhất)
- Best British Band - 1998, 1999, 2000 (nhóm nhạc Anh xuất sắc nhất)
- Best Album - 1998 (album xuất sắc nhất)
- Best Cover - 1998 (bản cover xuất sắc)

TMF Awards (Holland)
- Best Single - 2000 (single xuất sắc nhất)
- Best Album - 2000 (album xuất sắc nhất)
- Best International Group - 2000 (nhóm nhạc quốc tế xuất sắc nhất)

TV Hits Awards
- Best New Band - 1999 (nhóm nhạc mới xuất sắc nhất)
- Best Single (We Will Rock You (Queen cover)) - 2000 (single xuất sắc nhất)